# Watubonang (Badegan)
Watubonang is een bestuurslaag in het regentschap Ponorogo van de provincie Oost-Java, Indonesië. Watubonang telt 4269 inwoners (volkstelling 2010).